# Ширра, Уолтер Марти
Уолтер Марти «Уолли» Ширра-младший (англ. Walter Marty «Wally» Schirra, Jr.; 12 марта 1923, Хакенсак, штат Нью-Джерси, США — 3 мая 2007, Ла-Холла, штат Калифорния, США) — американский астронавт. Первым в мире совершил три космических полёта на трёх разных кораблях общей продолжительностью 12 суток 7 часов 13 минут 38 секунд.

## Образование
- 1936 — окончил начальную школу в боро Ораделл (Нью-Джерси)
- 1940 — окончил среднюю школу (англ. Dwight Morrow High School) в городе Энглвуд (Нью-Джерси).
- 1941 — окончил Машиностроительный колледж (англ. New Jersey Institute of Technology) в городе Ньюарк (Нью-Джерси).
- 1945 — окончил Академию ВМС США (г. Аннаполис).

## Военная служба
- с 1945 служил на крейсере Аляска (англ. USS Alaska).
- с февраля 1946 служил в штабе 7-го флота ВМС США.
- в 1948 окончил лётную подготовку в Пенсаколе (англ. Naval Air Station Pensacola), после которой служил в 71-истребительной эскадрилье.
- в 1951—1952 в составе 154-й истребительно-бомбардировочной эскадрильи участвовал в Корейской войне, где выполнил 90 боевых вылетов на F-84E. Одержал одну воздушную победу.
- в 1952 переведён на полигон Чайна-Лейк (англ. Naval Air Weapons Station China Lake).
- в 1958 окончил школу лётчиков-испытателей в Пэтьюксент-Ривер (англ. Naval Air Station Patuxent River).

## Космическая подготовка
- 9 апреля 1959 года зачислен в первый отряд астронавтов НАСА.
- 29 ноября 1961 года назначен дублёром Дональда Слейтона, а после его отстранения — дублёр Скота Карпентера по полёту «Меркурий-Атлас-7».
- 27 июня 1962 года назначен пилотом корабля «Меркурий-Атлас-8».

## Меркурий
- 3 октября 1962 совершил орбитальный космический полёт на корабле «Меркурий-Атлас-8» по программе «Меркурий». Задача полёта была выполнена полностью.
- Полёт продолжался 9 часов 13 минут 11 секунд.

## Джемини
- В августе 1963 года вместе с Джоном Янгом назначен в экипаж корабля «Джемини-5», в ходе полёта которого предусматривалась стыковка корабля на орбите со ступенью «Agena». Однако стыковка «Джемини-5» была отменена и экипаж был назначен дублирующим экипаж «Джемини-3» Алана Шепарда и Томаса Стаффорда.
- 13 апреля 1964 года, после отстранения от полёта основного экипажа «Джемини-3», экипаж был назначен дублёрами Вирджила Гриссома, Джона Янга.
- 5 апреля 1965 вместе с Томасом Стаффордом У. Ширра назначен в основной экипаж корабля «Джемини-6A». Первоначально запуск корабля планировался на 25 октября, в ходе полёта предусматривалась стыковка «Джемини-6A» с ступенью «Agena». Однако старт корабля, из-за не выхода на орбиту «Agena», не состоялся и был перенесён.
- 12 декабря 1965 состоялась вторая попытка запуска корабля «Джемини-6A», которая также окончилась неудачей. В ходе полёта планировалось сближение с кораблём «Джемини-7», стартовавшим 4 декабря 1965. Из-за неисправности ракеты-носителя запуск «Джемини-6A» был осуществлён только 15 декабря. Полёт продолжался 1 сутки 1 час 51 минута 24 секунды. В ходе полёта было впервые осуществлено пилотируемое сближение двух пилотируемых космических кораблей.

## Аполлон
- 11 октября 1968 года У. Ширра в качестве командира корабля вместе с Уолтером Каннингемом и Донном Айзли совершил полёт на КК «Аполлон-7». Данный полёт стал первым пилотируемым по программе «Аполлон».
- Полёт продолжался 10 суток 20 часов 9 минут 3 секунды.

## После космической деятельности
Ушел в отставку в 1969 году. После этого занимал руководящие должности в различных частных компаниях.

## Личная жизнь
23 февраля 1946 года женился на Джозефине Кук. У пары двое детей: сын Уолтер (род. 1950) и дочь Сюзанна (род. 1957).

## Награды и почётные звания
- медаль ВМС «За выдающиеся заслуги»,
- две медали НАСА «За выдающиеся заслуги».

Включён в Зал славы астронавтов.

## Факты
- Был масоном, состоял в ложе «Канаверал» № 339[4].
- Транспорт снабжения (T-AKE-8) «Уолли Ширра» (англ. USNS Wally Schirra (T-AKE-8)) ВМС США типа «Льюис энд Кларк» назван в честь американского астронавта Уолтера Ширры.
- Улица и парк (недоступная ссылка) в Ораделл, Нью-Джерси названы именем Уолтера Ширры.